# Oulad Berhil
Oulad Berhil (ook: Ouled Berhil of Olad Berhil. Arabisch: اولاد برحيل) is een stadje in de vallei van de Sous Rivier in de Provincie Taroudant, regio Souss-Massa-Daraâ, Marokko. De stad is de afgelopen twee decennia explosief gegroeid, van 9.211 inwoners in 1994 naar 15.359 in 2004 en naar een geschat aantal van 23.230 in 2013.
Oulad Berhil heeft een oude kasbah, 800 m ten zuiden van de hoofdweg (en aangegeven vanuit het centrum), die is omgebouwd tot een luxe hotel-restaurant, het Riad Hida.

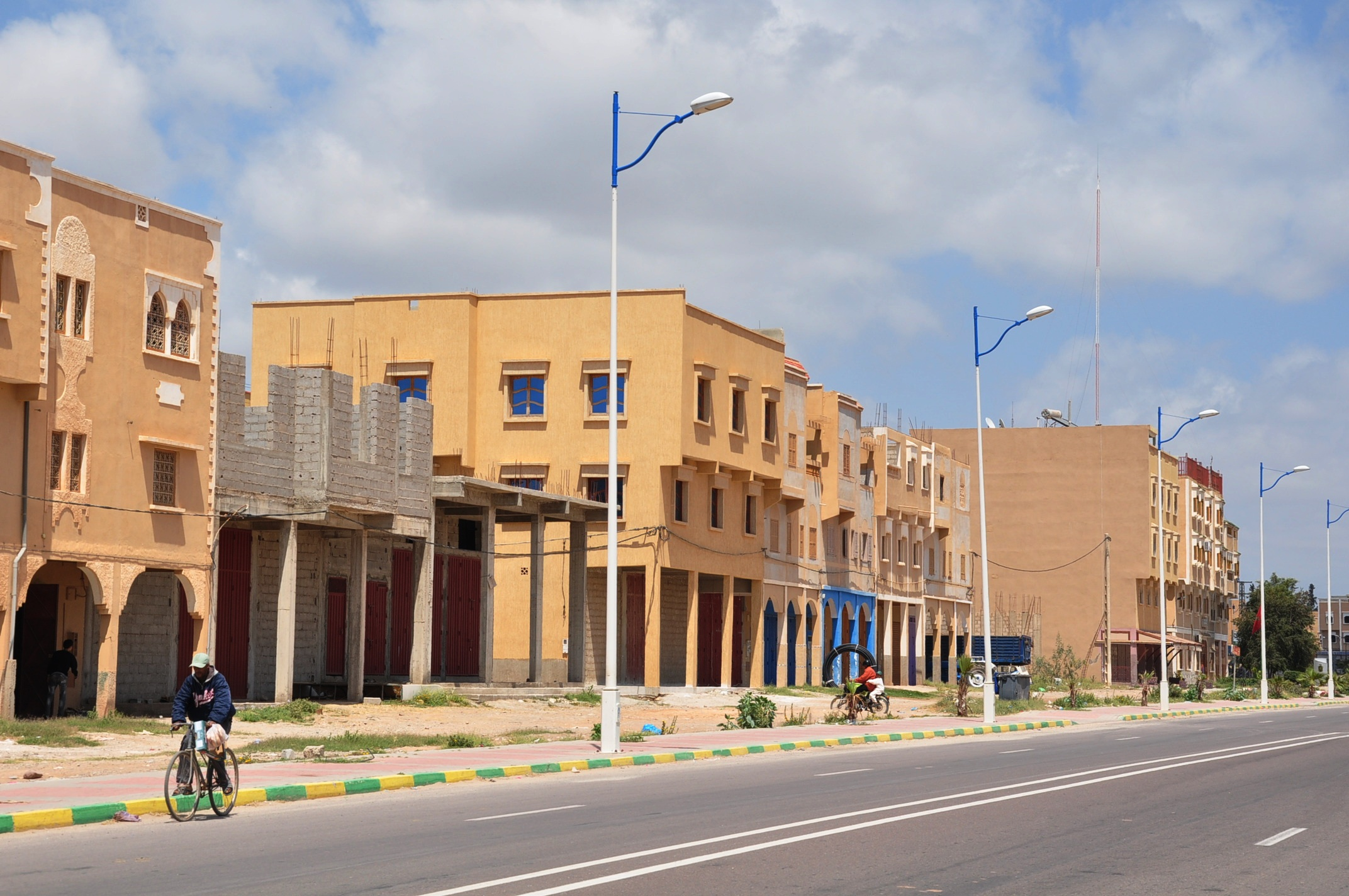
Hoofdweg door Oulad Berhil rond het middaguur